# Liste der mexikanischen Kinofilme 1942
Die Liste der mexikanischen Kinofilme des Jahres 1942 führt alle in diesem Jahr in Mexiko gedrehten Langfilme auf. Insgesamt gab es in diesem Jahr 47 mexikanische Produktionen. Mit Así se quiere en Jalisco von Fernando de Fuentes wurde 1942 erstmals ein Farbfilm in Mexiko gedreht.
Die in dieser Liste aufgeführten Informationen basieren auf David E. Wilts Buch „The Mexican Filmography 1916 through 2001“, der die vollständigste Filmographie für Mexiko vorgelegt hat.

## Legende
- Titel: Nennt soweit vorhanden den offiziellen deutschen Filmtitel, andernfalls den spanischen Originaltitel.
- Regisseur: Nennt den Regisseur oder die Regisseure des Films.
- Genre: Nennt die Genrezuordnung.
- Darsteller: Nennt drei Hauptdarsteller.
- Besonderheiten: Führt Besonderheiten und Hintergründe zum Film auf.

## Filmliste
| Titel                                           | Regisseur                      | Genre                                | Darsteller                                                 | Besonderheiten |
| ----------------------------------------------- | ------------------------------ | ------------------------------------ | ---------------------------------------------------------- | --- |
| La abuelita                                     | Raphael J. Sevilla             | Melodram                             | Sara García; Pituka de Foronda; David Silva                | |
| Amanecer ranchero                               | Raúl de Anda                   | Ranchera                             | Ramón Armengod; María Luisa Zea; Carlos López Moctezuma    | |
| El ángel negro                                  | Juan Bustillo Oro              | Melodram                             | Emilio Tuero; Marina Tamayo; Isabela Corona                | |
| Así se quiere en Jalisco                        | Fernando de Fuentes            | Ranchera                             | Jorge Negrete; María Elena Marqués; Carlos López Moctezuma | Es handelt sich um den ersten Farbfilm der mexikanischen Filmgeschichte. Das Verfahren war Cinecolor.                            |
| Aventuras de Cucuruchito y Pinocho              | Carlos Véjar, Jr.              | Kinderfilm; Fantasyfilm              | Alicia Rodríguez; Francisco Jambrina; Maruja Grifell       | Gedreht in Cinecolor. |
| El baisano Jalil                                | Joaquín Padavé                 | Filmkomödie                          | Joaquín Padavé; Sara García; Emilio Tuero                  | Platz 85 in der Somos-Liste der 100 besten mexikanischen Filme aus dem Jahr 1994.                                                |
| Caballería del imperio                          | Miguel Contreras Torres        | Abenteuerfilm; Historienfilm         | Medea de Novara; Miliza Korjus; Julián Soler               | Die polnische Opernsängerin Korjus war zuvor im Hollywood-Film Der große Walzer zu sehen.                                        |
| Canto a las Américas                            | Ramón Pereda                   | Musicalfilm                          | Adriana Lamar; Ramón Pereda; Paco Miller                   | Einige Sequenzen waren in Farbe gedreht worden.                                                                                  |
| Casa de mujeres (La historia de seis pecadoras) | Gabriel Soria                  | Filmdrama                            | Anita Blanch; Isabelita Blanch; Amparo Morillo             | |
| Cinco fueron escogidos                          | Herbert Kline                  | Kriegsfilm; Filmdrama                | Joaquíen Padavé; Julio Villarreal; Andrés Soler            | Es wurden eine spanisch- und eine englischsprachige Version gedreht. Ob letztere je veröffentlicht wurde, ist nicht nachweisbar. |
| Las cinco noches de Adán                        | Gilberto Martínez Solares      | Filmkomödie                          | Mapy Cortés; Domingo Soler; Tomás Perrin                   | |
| El circo                                        | Miguel M. Delgado              | Filmkomödie                          | Cantinflas; Gloria Lynch; Eduardo Arozamena                | Der Hollywood-Schauspieler Leonid Kinskey hat einen Cameo-Auftritt in diesem Film.                                               |
| Cuando viajan las estrellas                     | Alberto Gout                   | Filmkomödie; Liebesfilm              | Jorge Negrete; Raquel Rojas; Ángel Garasa                  | |
| Dos corazones y un tango                        | Mario del Rio                  | Filmkomödie; Liebesfilm; Musicalfilm | Andrés Falgás; Carmen Conde; Andrés Soler                  | |
| Los dos pilletes                                | Alfonso Patiño Gómez           | Jugendfilm; Filmdrama                | Narciso Busquets; Polo Ortín; Consuelo Frank               | |
| Dulce madre mía                                 | Alfonso Patiño Gómez           | Filmdrama                            | Narciso Busquets; Margarita Mora; Asunción Casal           | |
| El que tenga un amor                            | Carlos Orellana                | Filmkomödie                          | Joaquín Pardavé; Manolita Saval; Emilio Tuero              | |
| Esa mujer es la mía                             | Rafael E. Portas               | Filmkomödie                          | Joaquín Pardavé; Manolita Saval; Julián Soler              | Der Film gilt als verloren. Auch bekannt als Tu mujer es mía.                                                                    |
| Espionaje en el Golfo                           | Rolando Aguilar                | Agentenfilm; Filmdrama               | Julián Soler; Raquel Rojas; Carlos Villarías               | |
| La feria de las flores                          | José Benavides, Jr.            | Filmdrama                            | Antonio Badú; María Luisa Zea; Stella Inda                 | Mehrmals wiederveröffentlicht, da der künftige Star Pedro Infante in einer sehr kleinen Rolle auftrat.                           |
| Historia de un gran amor                        | Julio Bracho                   | Filmdrama                            | Jorge Negrete; Gloria Marín; Domingo Soler                 | Platz 90 in der Somos-Liste der 100 besten mexikanischen Filme aus dem Jahr 1994.                                                |
| Jesús de Nazareth                               | Jóse Díaz Morales              | Religiöser Film                      | José Cibrián; Adriana Lamar; José Baviera                  | Eine sehr hohe Zahl der Beteiligten stammte aus Spanien.                                                                         |
| Jesuita en Chihuahua                            | René Cardona                   | Filmkomödie; Ranchera                | Susana Guízar; René Cardona; Pedro Infante                 | |
| Ladrón de etiqueta                              | Chano Urueta                   | Kriminalfilm                         | René Cardona; Susana Cora; Miguel Arenas                   | |
| La leyenda del bandido                          | Fernando Méndez                | Abenteuerfilm                        | Raúl de Anda; Susana Guízar; Miguel Ángel Ferriz           | Es gibt ein Remake dieses Films aus dem Jahr 1965.                                                                               |
| Lo que sólo el hombre puede sufrir              | Juan J. Ortega                 | Melodram                             | Andrés Soler; David Silva; Susana Guízar                   | |
| Maravilla del torreo                            | Raphael J. Sevilla             | Filmdrama                            | Conchita Cintrón; Pepe Ortíz; Florencio Castelló           | |
| María Eugenia                                   | Felipe Gregorio Castillo       | Melodram                             | María Félix; Rafael Baledón; Manolita Saval                | |
| Mi Lupe y mi caballo                            | Carlos Toussaint; Eva Limiñana | Ranchera                             | María Luisa Zea; Julio Villarreal; Fernando Fernández      | Eva Limiñana war die zweite Frau nach Adela Sequeyro, die bei einem Film Regie führte.                                           |
| Noches de ronda                                 | Ernesto Cortázar Sr.           | Melodram                             | Ramón Armengod; Susana Guízar; María Antonieta Pons        | Mit La mesera del cafe del puerto aus dem Jahr 1954 und Noche de ronda aus dem Jahr 1991 gibt es zwei Remakes.                   |
| El padre Morelos                                | Miguel Contreras Torres        | Historienfilm                        | Domingo Soler; Consuelo Frank; Narciso Busquets            | Morelos Leben im Unabhängigkeitskrieg wird in El rayo del sur im Folgejahr erzählt.                                              |
| Qué hombre tan simpático!                       | Fernando Soler                 | Filmkomödie                          | Fernando Soler; Gloria Marín; Manuel Medel                 | |
| Qué lindo es Michoacán! (El paraíso de México)  | Ismael Rodríguez               | Ranchera                             | Tito Guízar; Gloria Marín; Víctor Manuel Mendoza           | Regiedebüt von Ismael Rodríguez.                                                                                                 |
| El peñon de las Ánimas                          | Miguel Zacarías                | Ranchera                             | Jorge Negrete; María Félix; René Cardona                   | |
| La razón de la culpa                            | Juan J. Ortega                 | Melodram                             | Blanca de Castejón; Andrés Soler; María Elena Marqués      | |
| Regalo de Reyes                                 | Mario del Río                  | Melodram                             | Sara García; David Silva; Miguel Ángel Ferriz              | |
| Secreto eterno (Corazón de mujer)               | Carlos Orellana                | Melodram                             | Marina Tamayo; Carlos Orellana; David Silva                | |
| Soy puro mexicano                               | Emilio Fernández               | Abenteuerfilm; Agentenfilm           | Pedro Armendáriz; Raquel Rojas; David Silva                | |
| Tierra de pasiones                              | José Benavides, Jr.            | Filmdrama                            | Jorge Negrete; Margarita Mora; Carlos Orellana             | |
| Los tres mosqueteros                            | Miguel M. Delgado              | Filmkomödie                          | Cantinflas; Ángel Garasa; Raquel Rojas                     | |
| La última aventura de Chaflán                   | Manuel R. Ojeda                | Abenteuerfilm                        | Carlos López; Luis G. Barreiro; Tony Díaz                  | Der Film wurde erst 1945 veröffentlicht.                                                                                         |
| El verdugo de Sevilla                           | Fernando Soler                 | Filmkomödie                          | Fernando Soler; Sara García; Domingo Soler                 | |
| La Virgen morena                                | Gabriel Soria                  | Historienfilm                        | Amparo Morillo; Abel Salazar; Arturo Soto Rangel           | 1976 gab es mit La Virgen de Guadalupe ein Remake.                                                                               |
| La Virgen que forjó una patria                  | Julio Bracho                   | Historienfilm                        | Ramón Novarro; Domingo Soler; Gloria Marín                 | Der einzige Filmauftritt von Novarro, der ein Stummfilm-Star in Hollywood war, in Mexiko.                                        |
| La virgen roja                                  | Francisco Elías                | Abenteuerfilm; Ranchera              | Anita Blanch; José Baviera; Elena D'Orgaz                  | |
| Yo bailé con don Porfirio                       | Gilberto Martínez Solares      | Filmkomödie                          | Mapy Cortés; Joaquín Pardavé; Emilio Tuero                 | 1972 gab es mit Las hijas de don Laureano ein Remake des Films.                                                                  |
| Yolanda (Brindis al amor)                       | Dudle Murphy                   | Liebesfilm                           | Irina Baronova; David Silva; Miguel Arenas                 | 1951 in den USA veröffentlicht.                                                                                                  |